# 吉田秋生
吉田 秋生 （よしだ あきみ、1956年8月12日 - ）は、日本の女性漫画家。武蔵野美術大学卒業。東京都渋谷区出身。
1977年に「ちょっと不思議な下宿人」で活動開始。1983年に「河よりも長くゆるやかに」および「吉祥天女」で第29回小学館漫画賞を、2001年に「YASHA-夜叉-」で第47回小学館漫画賞を受賞。

## 作品
- 『カリフォルニア物語』小学館、1979年 - 1981年
小学館文庫、1994年
- 『最後の夏』小学館、1982年[2]
The Best Selection (フラワーコミックス)、2009年
- 『夢の園』小学館、1983年 - 「カリフォルニア物語」番外編
- 『吉祥天女』小学館、1983年 - 1984年
小学館文庫、1995年
- 『夢みる頃をすぎても』小学館、1983年
楽園のこちらがわ/楽園のまん中で/はるかな天使たちの群れ/夢みる頃をすぎても/ジュリエットの海/解放の呪文/最後の夏　小学館文庫、1995年
- 『河よりも長くゆるやかに』小学館、1984年
小学館文庫、1994年
- 『Bobby's Girl』角川書店、1985年
- 『櫻の園』白泉社文庫、1985年 - 1986年
- 『BANANA FISH』小学館、1985年 - 1994年
  - BANANA FISH オフィシャルガイドブック REBIRTH
  - BANANA FISH 画集 ANGEL EYES
小学館文庫、1996年
- 『PRIVATE OPINION』小学館、1995年 - 「BANANA FISH」番外編
- 『無敵のライセンス』河出書房新社、1989年
- 『ハナコ月記』筑摩書房、1993年
ちくま文庫、1996年
- 『きつねのよめいり』小学館文庫、1995年 　 　夏の終わりに…/風の歌うたい/十三夜荘奇談/きつねのよめいり/ざしきわらし/のっぽのアリス/ナサナエルの肖像/マダム・ブレルの人魚/悪魔と姫ぎみ/どうぞハートの代金を/ヨナの百夜一夜物語/ちょっと不思議な下宿人/月夜のおくりもの
- 『ラヴァーズ・キス』小学館、1995年 - 1996年
小学館文庫、1999年
- 『YASHA-夜叉-』小学館、1996年 - 2002年
  - YASHA-夜叉- オフィシャルガイドブック FIRST GENERATION
  - YASHA-夜叉- 画集 DOUBLE HELIX
- 『イヴの眠り』小学館、2004年
小学館文庫、2009年
- 『海街diary』小学館、2007年 - 2018年
  - Kamakura Diary（フランス語版）Dargaud、2013年4月 -
  - Our Little Sister - Diario di Kamakura（イタリア語版）Star Comics、2017年4月 -
- 『詩歌川百景』小学館 2019年 - [注 1][3]
- 『吉田秋生 The Best Selection』小学館、2007年
夢みる頃をすぎても／風の歌うたい／十三夜荘奇談／Fly boy,in the sky／夏の終わりに…／ジュリエットの海
- 『吉田秋生 The Best Selection 2』小学館、2009年
最後の夏／解放の呪文／きつねのよめいり／のっぽのアリス／ナサナエルの肖像／ヨナの百夜一夜物語／悪魔と姫ぎみ

## 映像化作品

### テレビドラマ
フジテレビ
- 『ざしきわらし』（「世にも奇妙な物語」、1991年、出演：永島敏行、沢田和美、栗田陽子、光石研）

テレビ朝日
- 『YASHA-夜叉-』（2000年4月21日 - 6月30日、主演：伊藤英明）
- 『吉祥天女』（2006年4月15日 - 6月24日、主演：岩田さゆり）

### 実写映画
- 『櫻の園』（1990年11月3日公開、アルゴプロジェクト、主演:中島ひろ子）
  - 『櫻の園』（2008年11月8日公開、松竹、主演:福田沙紀）
- 『ラヴァーズ・キス』（2003年1月25日公開、東北新社/東宝、主演:平山綾）
- 『吉祥天女』（2007年6月30日公開、CKエンタテインメント、主演:鈴木杏）
- 『海街diary』（2015年6月13日公開、東宝 / ギャガ、主演:綾瀬はるか、長澤まさみ、夏帆、広瀬すず）

### アニメ

#### アニメ映画
- 『悪魔と姫ぎみ』（1981年3月20日公開、スーパーウッド、声の出演：木ノ葉のこ、富山敬）
- 『ボビーに首ったけ』（1985年3月9日公開、東映・角川書店 マッドハウス、声の出演：野村宏伸）片岡義男・原作　キャラクターデザイン担当。

#### テレビアニメ
- 『BANANA FISH』（2018年）

#### その他
- ニュースステーション オープニング・アニメーション。

### 舞台
- 『櫻の園』 1994年、2007年、2009年、2011年
- 『BANANA FISH』 2005年、2009年、2021年
- 『カリフォルニア物語』2008年
- 『海街diary』2017年、2022年